# Jo Jung-Rae
Œuvres principales
- La Chaîne des monts Taebaek
- Arirang
- Le fleuve Han

Jo Jeong-rae, ou Jo Jong-Nae (hangeul :조정래) est un auteur sud-coréen né le 17 août 1943'.

## Biographie
Jo Jeong-rae (souvent appelé "Cho Chong-Rae" en anglais, ou Jo Jong-Nae dans une édition française) est né à Suncheon dans la province de Jeollanam-do, le 17 août 1943. Lorsque la Guerre de Corée a débuté, Jo et sa famille ont émigré vers le Sud, où il a dû subir les railleries et les mauvais traitements de ses camarades en raison de son statut d'« outsider ». Il s'est intéressé à la littérature dès son plus jeune âge, et a remporté des concours d'écriture dès l'école primaire. Il a étudié la littérature coréenne à l'université Dongguk, et a travaillé en tant que professeur de lycée pendant plusieurs années. Il fait ses débuts littéraires en 1970 avec sa nouvelle Une fausse accusation (Numyeong). Jo Jung-Rae a consacré toute sa vie à la littérature.

## Œuvre
Ses romans en plusieurs volumes les plus populaires sont La chaîne des monts Taebaek (Taebaek sanmaek) et Arirang, qui sont devenus des classiques de la littérature moderne depuis leur publication dans les années 1980, ces récits sont considérés comme la quintessence de son talent. Avec la publication de Le fleuve Han (Hangang) en 2002, Jo a terminé sa trilogie d'ouvrages sur l'histoire moderne coréenne. Les ventes ont atteint un nombre record en Corée avec plus de 10.000.000 d'exemplaires vendus.
Jo Jeong-rae est donc surtout connu pour être l'auteur de la trilogie épique sur l'histoire coréenne avec La Chaîne des monts Taebaek (Taebaek sanmaek, 1983-1989), Arirang, et récemment Le fleuve Han (Han-gang). Chacun de ses romans est composé de plus de dix volumes, et traitent des différents aspects de l'histoire de la Corée durant l'ère moderne. La Chaîne des monts Taebaek examine la période de cinq ans entre la libération de la Corée de la domination coloniale japonaise (1945) jusqu'au déclenchement de la guerre de Corée (1950). Afin de caractériser le profond conflit idéologique entre les deux Corée qui a éclaté au cours de cette période, l'auteur est remonté jusque dans l'histoire de la période coloniale, ainsi que dans les dernières années de la dynastie Joseon. Grâce à ces recherches méticuleuses, il a révélé les contradictions structurelles, telles que celles qui découlent de la lutte des classes  dans la société coréenne. Il a montré en quoi la guerre de Corée a provoqué l'intensification des contradictions idéologiques en Corée. Cette prise de conscience constitue la base à partir de laquelle il critique l'erreur de la partition coréenne. La Chaîne des monts Taebaek suggère ainsi que la division nationale ne peut être surmontée sans aborder les conflits structurels les plus fondamentaux dans la société coréenne. Arirang traite quant à lui de la période coloniale.

### Nouvelles
- 황토(黃土) L'ocre (1974)
- 유형(流刑)의 땅 Terre d'exil (1982)

### Romans
- 대장경 Grands Sutras 1980
- 불놀이 Feu d'artifice 1983
- 태백산맥 (太白山脈) La Chaîne des monts Taebaek, 10 volumes (1986-1989)
  - trad. française Georges Ziegelmeyer, Jeong-won Byeon, L'Harmattan
  - t. 1 : Sohwa la chamane, 2004[2]
  - t. 2 : Beom-ou le Pacifique, 2005
  - t. 3 : Un chef incorrigible
  - t. 4 : San-Jin le stratège, 2012
  - t. 5 : Le complot, 2006
  - t. 6 : La guerre, 2007
  - t. 7 : Un régime éphémère, 2007
  - t. 8 :
  - t. 9 : Ah ! Le massif du mont Jirisan, 2007
  - t. 10 : L'armistice, 2007
- 아리랑 Arirang, 12 volumes (1994-1995)
  - trad. française Georges Ziegelmeyer, Jeong-won Byeon, L'Harmattan
  - t. 1 : Nos terres sont notre vie, 1998, 2005
  - t. 2 : Nos terres sont notre vie, 1998, 2005
  - t. 3 : Nos terres sont notre vie, 1998, 2005
  - t. 4 : La grande enquête foncière, 2000
  - t. 5 : Tout citoyen incarne la patrie, 2003
  - t. 6 : Manifestations et guerres pour l'indépendance, 2000
  - t. 7 : Un peuple sans patrie, 2003
  - t. 8 : Un peuple sans patrie, 2003
  - t. 9 : Un peuple sans patrie, 2003
  - t. 10 : Où le jour se lève sur la plaine, 2003
  - t. 11 : Où le jour se lève sur la plaine, 2003
  - t. 12 : Où le jour se lève sur la plaine, 2003.
- 한강 Le fleuve Han, 10 volumes (2001-2002)
- 조정래 문학전집 Œuvres complètes de Jo Jung-Rae (1999)

## Récompenses
- Prix de littérature contemporaine (Hyundae Munhak)[5] en 1982 pour Le bannissement de la terre